# 아치스
아치스(The Archies)는 아치 코믹스에 의해 제작되고 관련된 미디어에 등장하는 가상의 미국 록 밴드이다. 그들은 애니메이션 TV 시리즈 아치 쇼에서의 등장으로 가장 잘 기억된다. 시리즈의 맥락에서, 그 밴드는 기타리스트/보컬리스트 아치 앤드루스, 드러머 저그 헤드 존스, 베이시스트 레지 맨틀, 타악기 연주자/보컬리스트 베티 쿠퍼, 키보디스트/보컬리스트 베로니카 로지에 의해 설립되었다. 만화에서 베로니카는 해먼드 오르간 컴퍼니가 만든 당시 최고급 오르간인 X-66을 본떠 만든 대형 키보드 악기를 연주하는 것이 보여진다.
이 시리즈에 수록된 음악은 론 단테가 리드 보컬, 토니 와인이 듀엣 및 백 보컬을 맡는 등 세션 뮤지션들이 녹음했다. 이 녹음은 전 세계적인 차트 성공을 거둔 싱글 및 앨범 시리즈로 발매되었다. 그들의 가장 성공적인 노래인 "Sugar, Sugar"는 1968년부터 1973년까지 번성한 버블검 팝 장르의 가장 큰 히트곡 중 하나가 되었다.
2020년 TV 시리즈 리버데일에서 케빈 켈러가 레지 맨틀을 대체하며 새로운 버전의 밴드가 선보였다. 하지만 밴드는 아치 코믹스에서 출판한 만화책에 원래 멤버 5명과 함께 계속 등장한다.
아치들의 인도 실사 영화 각색 작품이 넷플릭스를 위해 제작되었다. 그것은 2023년 12월 7일에 개봉되었다.